# Xinyang Gang
Xinyang Gang (kinesiska: 新洋港) är ett vattendrag i Kina. Det ligger i provinsen Jiangsu, i den östra delen av landet, omkring 230 kilometer nordost om provinshuvudstaden Nanjing.
Genomsnittlig årsnederbörd är 1 079 millimeter. Den regnigaste månaden är juli, med i genomsnitt 268 mm nederbörd, och den torraste är januari, med 18 mm nederbörd.